# Semisopochnoi
Semisopochnoi (nazwa aleucka Unyax) – wyspa wulkaniczna w archipelagu Wysp Szczurzych (Aleuty), należąca do amerykańskiego stanu Alaska. Ma 221,7 km² powierzchni i jest niezamieszkana. W środku wyspy znajduje się kaldera o średnicy 8 km; otaczają ją stożki wulkaniczne, z których najwyższy to Anvil Peak o wysokości 1221 m n.p.m., znajdujący się w północnej części wyspy. Inne większe stożki wulkaniczne to m.in. Mount Cerberus (774 m) czy Sugarloaf Peak (855 m). Wulkan na wyspie jest aktywny. Wyspa jest położona tuż przy południku 180° (najdalej na zachód wysunięty punkt leży zaledwie 14' od tego południka). Stanowi miejsce lęgowe dla ptaków morskich. Jej nazwa oznacza po rosyjsku Mająca siedem wzgórz.